# Faut plus d'gouvernement
Faut plus de gouvernement est une chanson de François Brunel, datant de 1889.

## Analyse
Comme le titre l'indique, cette chanson anarchiste prône la suppression de tout gouvernement. Le chanteur se déclare « abstentionniste » :
Ne sois donc plus si bête,

Au lieu d'aller voter,

Casse-leur la margoulette

Et tu pourras chanter
Le refrain est structuré par une attaque en règle contre certains hommes politiques de l'époque :
- Jules Ferry (1832-1893).
- Charles Floquet (1828-1896).
- Ernest Constans (1833-1913).
- Sadi Carnot (1837-1894).
- Georges Boulanger (1837-1891).

## Interprète
Elle a été chantée par Marc Ogeret dans Chansons « contre », Disque 33 tours, Vogue, CLVLX29 (1988 pour le CD, Disques Vogue). Prix de l'Académie Charles Cros.